# The Veils
The Veils is een Brits-Nieuw-Zeelandse indie- en alternative-rockband, gevestigd in Londen en geleid door zanger en songwriter Finn Andrews. Ze staan bekend om hun chaotische, zeer louterende en emotionele live optredens met vaak een nadrukkelijke en bezeten aanwezigheid van Finn Andrews op het podium. Hoofd van Rough Trade Records Geoff Travis omschrijft Finn als "een jonge, maar volwassen kunstenaar in de geest van Nick Cave en David Bowie". The Veils heeft inmiddels een groeiende aanhang in Europa, de Verenigde Staten en Canada.

## Geschiedenis
Andrews, geboren in Londen, begon zijn muzikale carrière in een folkclub in Devonport, Nieuw-Zeeland. Toen hij 16 was verliet hij school, verhuisde naar Londen en formeerde een band. Hij kwam in contact met Geoff Travis van Rough Trade Records die hem een contract gaf. Het debuutalbum The Runaway Found verscheen in 2004 op zijn label.
De originele line-up van de band werd compleet door Andrews vervangen na het verschijnen van het debuutalbum. Hij vertrok naar Nieuw-Zeeland en formeerde daar een nieuwe band met zijn oude schoolvrienden Liam Gerrard (keyboards) en Sophia Burn (basgitaar). Het trio verhuisde naar Londen en werd een vijfmansformatie met Dan Raishbrook (gitaar) en Henning Dietz (drums). Gerrard verliet de band en het kwartet nam hun tweede album op in 2006.
Finn Andrews is de zoon van Barry Andrews die met name bekend is als de keyboardspeler van de band XTC en zijn samenwerking met Brian Eno, Robert Fripp, Iggy Pop en David Bowie.

### Time Stays, We Go(2013)
Het vierde album van The Veils werd opgenomen in Laurel Canyon, Los Angeles en uitgebracht in april 2013. In januari nam de band  vijf live nummers op in de Abbey Road Studio's om deze vervolgens toe te voegen als exclusieve content bij de nieuwe plaat.

## Discografie

### Albums
| Album met eventuele hitnotering(en) in de Nederlandse Album Top 100 | Datum van verschijnen | Datum van binnenkomst | Hoogste positie | Aantal weken | Opmerkingen |
| ------------------------------------------------------------------- | --------------------- | --------------------- | --------------- | ------------ | ----------- |
| The runaway found                                                   | 2004                  | 13-03-2004            | 65              | 8            |             |
| Nux vomica                                                          | 2006                  | 02-09-2006            | 23              | 6            |             |
| Sun gangs                                                           | 2009                  | 11-04-2009            | 96              | 1            |             |
| Time Stays, We Go                                                   | 2013                  | 13-04-2013            | 63              | 1*           |             |
| Total Depravity                                                     | 2016                  | 03-09-2016            | 34              | 2            |             |
| ...And Out of the Void Came Love                                    | 2023                  | 03-03-2023            |                 |              |             |

| Album met hitnotering(en) in de Vlaamse Ultratop 200 albums | Datum van verschijnen | Datum van binnenkomst | Hoogste positie | Aantal weken | Opmerkingen |
| ----------------------------------------------------------- | --------------------- | --------------------- | --------------- | ------------ | ----------- |
| The runaway found                                           | 2004                  | 10-04-2004            | 97              | 3            |             |
| Nux vomica                                                  | 2006                  | 02-09-2006            | 59              | 5            |             |
| Sun gangs                                                   | 2009                  | 18-04-2009            | 58              | 4            |             |
| Time Stays, We Go                                           | 2013                  | 20-04-2013            | 73              | 1*           |             |
| Total Depravity                                             | 2016                  | 03-09-2016            | 67              | 4            |             |

### Singles
| Single met eventuele hitnotering(en) in de Nederlandse Top 40 | Datum van verschijnen | Datum van binnenkomst | Hoogste positie | Aantal weken | Opmerkingen            |
| ------------------------------------------------------------- | --------------------- | --------------------- | --------------- | ------------ | ---------------------- |
| Death & Co.                                                   | 2002                  | -                     |                 |              |                        |
| More heat than light                                          | 2003                  | -                     |                 |              |                        |
| Lions after slumber                                           | 2003                  | -                     |                 |              | Splitsingle met Delays |
| Guiding light                                                 | 2003                  | -                     |                 |              |                        |
| Lavinia                                                       | 2003                  | -                     |                 |              |                        |
| The wild son                                                  | 2004                  | -                     |                 |              |                        |
| The tide that left and never came back                        | 2006                  | -                     |                 |              |                        |
| Advice for young mothers to be                                | 2006                  | -                     |                 |              |                        |